# Brissonneau et Lotz
Brissonneau et Lotz era una fabbrica francese di locomotive, rotabili ferroviari e autovetture. Fu anche il costruttore, nel 1951, del materiale rotabile equipaggiato di ruote in gomma per la Metropolitana di Parigi. Nel 1972 fu assorbita dalla Alstom.
Era stata fondata a Nantes dove aveva la maggior parte degli impianti ma col passare degli anni aveva esteso i suoi impianti in varie località del territorio francese.

## Storia

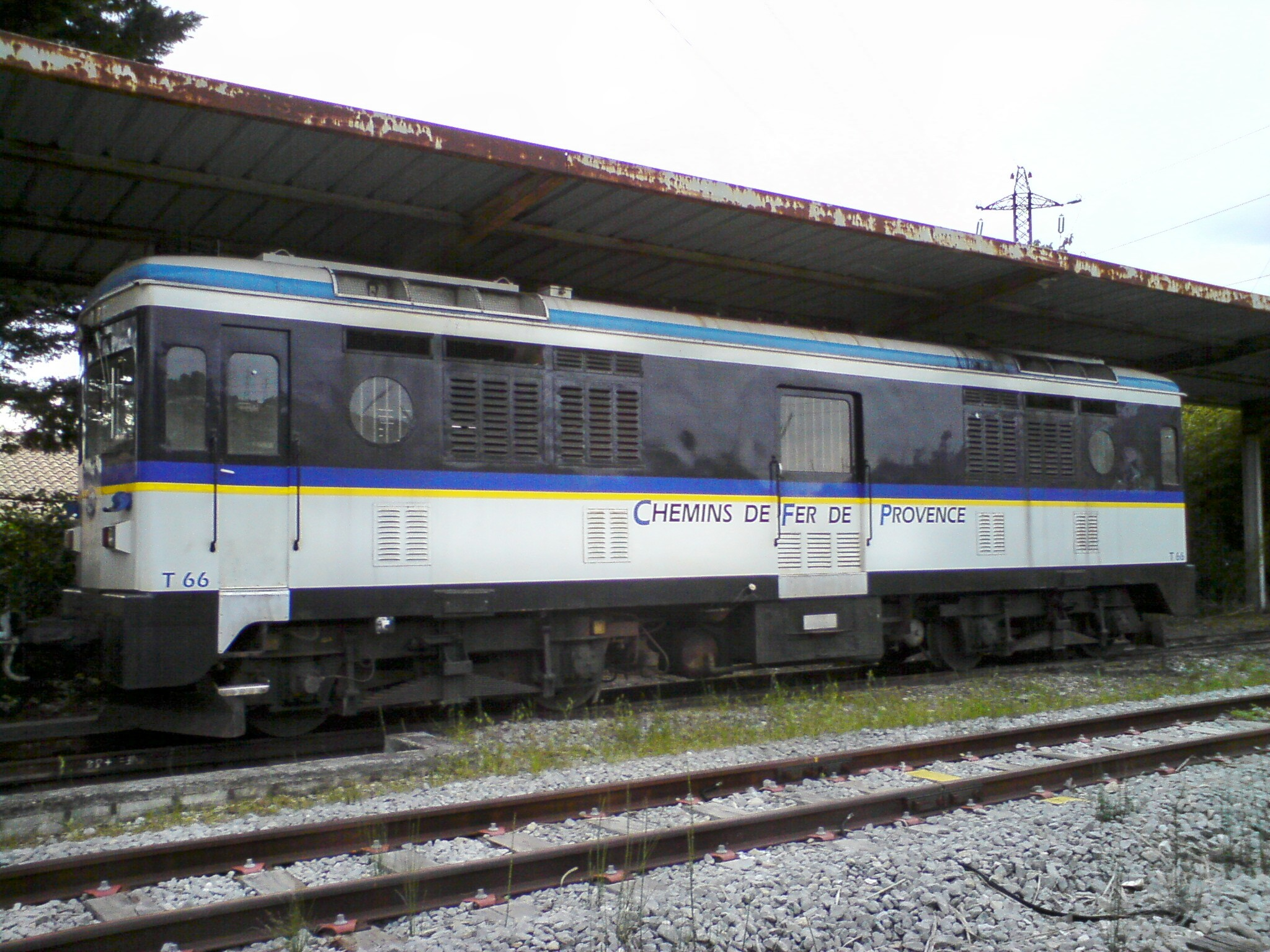
Locomotiva per le ferrovie della Provenza

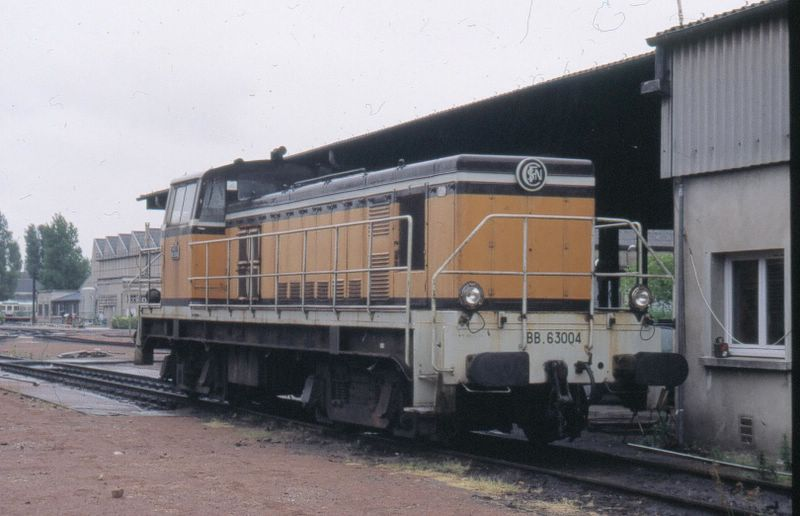
Locomotiva SNCF BB 63000

Nel 1837 Etienne Lotz e Paul-Henri Renaud fondarono una piccola impresa meccanica con notevole successo. Nel 1841 a Nantes nasceva la società dei fratelli Brissonneau, Mathurin (1814-1897) e Giuseppe (1817-1900); la loro fabbrica, sita in rue du Chapeau-Rouge intraprese attività nell'industria dello zucchero e nella cantieristica. La produzione di locomotive e di locomobili per uso agricolo fu intrapresa nel 1849 da Etienne Lotz e Paul-Henri Renaud.
Nel 1862 Etienne Lotz lasciò la società da lui fondata insieme al proprio figlio Alphonse (1840-1921) andando a lavorare per i concorrenti fratelli Brissonneau. Nel 1878 la Fratelli Brissonneau si sciolse ricostituendosi come  Società Brissonneau e Lotz e trasferì i propri impianti nel quartiere di Doulon a Nantes. Nel 1902 si costituì come Società Emile Brissonneau e Constant Lotz che, nel 1908, divenne una società anonima con attività che spaziava dalla costruzione di caldaie ai sistemi di refrigerazione, dalle macchine utensili ai carri impiegando più di 400 lavoratori.
Nel 1920 nacque lo stabilimento di Creil.
Nel 1956 vennero assorbite le imprese industriali Charentaises (Entreprises industrielles charentaises) e lo stabilimento di Aytre.
La società venne infine assorbita, nel 1972, dalla Alsthom per il settore ferroviario e dalla Société des usines Chausson per il settore automobili.

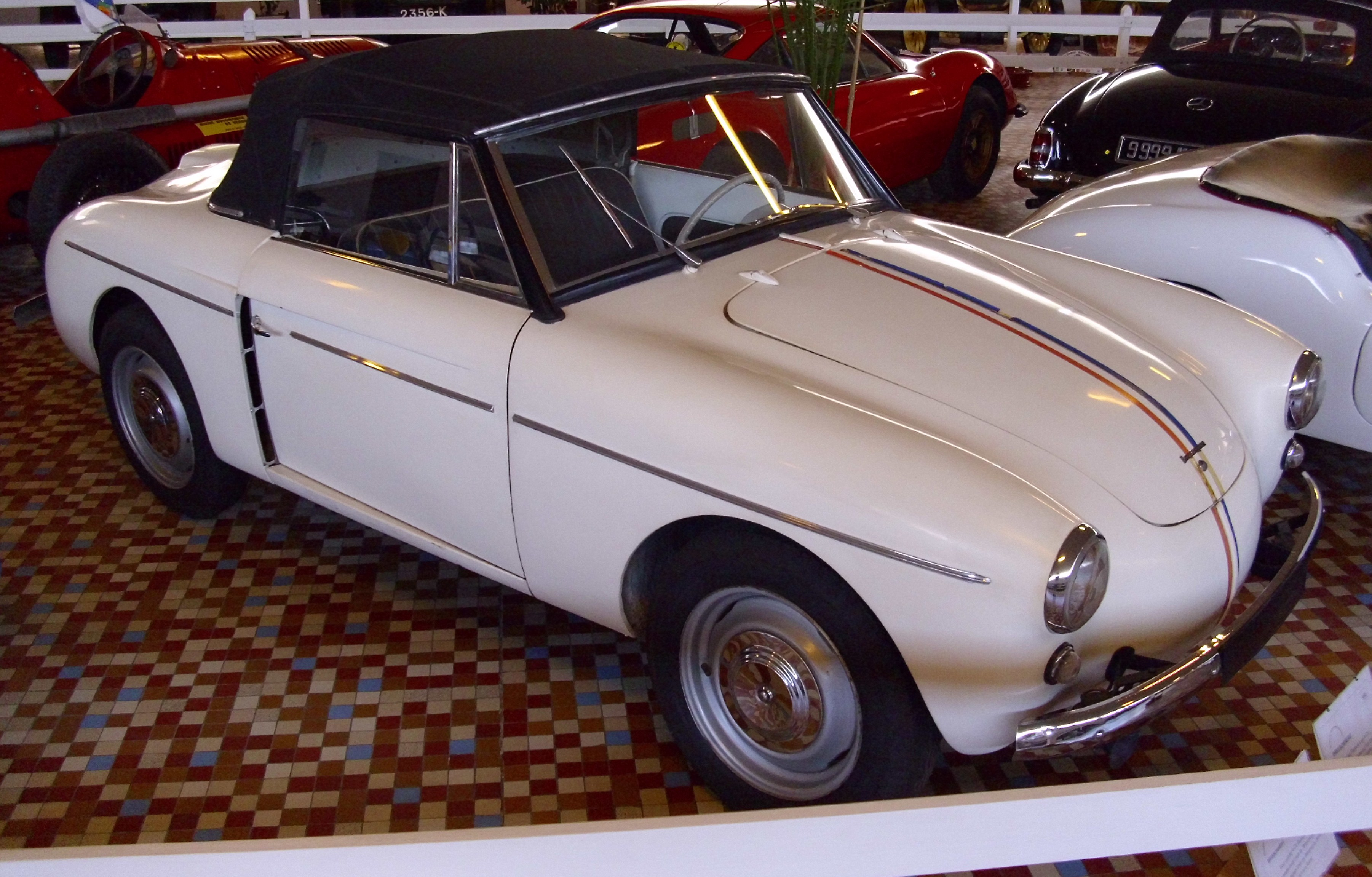
Cabriolet Brissonneau et Lotz del 1956

## Produzione di automobili
Negli anni cinquanta del XX secolo Brissonneau e Lotz intrapresero la produzione di autovetture realizzando un piccolo cabriolet sportivo, basato sulla Renault 4CV, che venne lanciato nell'estate del 1956. Tra 1958 e 1959 il piccolo stabilimento di automobili si era trasformato in un reparto di produzione, su contratto Renault, per l'assemblaggio della Renault Floride.  Più tardi la vettura fu ribattezzata Renault Caravelle e venne prodotta fino al 1968.
La società aveva anche un accordo contrattuale con la Opel per la costruzione della scocca della Opel GT sports car. Altri piccoli lotti di vetture vennero prodotti fino al 1996.